# 야마다 겐키
야마다 겐키(일본어: 山田 元気, 1994년 12월 16일 ~ )는 일본의 전 축구 선수이다.

## 구단 경력
그는 2013년부터 J리그의 교토 상가 FC, 레노파 야마구치 FC, 카탈레 도야마, 블라우블리츠 아키타에서 뛰었다.